# Антиводород
Антиводородът, обозначаван със символа H, е създаден в лабораторни условия химичен елемент от антиматерия, съответстващ на водорода. За разлика от атома на обикновения водород, съставен от един електрон и един протон, антиводородният атом се състои от един позитрон и един антипротон. Антиводородът е получен за пръв път по изкуствен начин в ускорители през 1996 година, а през следващите години са открити методи за стабилизирането му в продължение на минути.